# Зимин, Артём Русланович
Артём Русланович Зимин (бел. Арцём Русланавіч Зімін; род. 24 марта 2003, Минск) — белорусский футболист, полузащитник клуба «Молодечно-2018».

## Клубная карьера

### «Ислочь»
Футбольную карьеру футболист начинал в футбольной академии «Трактор». В юношеском возрасте футболист перебрался в структуру борисовского БАТЭ. В 2020 году футболист стал выступать за дублирующий состав борисовского клуба. В феврале 2021 года футболист перешёл в «Ислочь», с которой заключил долгосрочный контракт. В клубе футболист продолжил выступать за дублирующий состав, где смог закрепиться и стать одним из лидеров. В сентябре 2021 года футболист стал подтягиваться к матчам основной команды клуба. Дебютировал за клуб 20 ноября 2021 года в матче против «Минска», выйдя на замену на 76 минуте. Провёл свой единственный матч за основную команду клуба в сезоне, вместе с которым завершил чемпионат на итоговом десятом месте.
Новый сезон 2022 года футболист начинал в дублирующем составе клуба. Первый матч за основную команду футболист сыграл 22 июня 2022 года в матче Кубка Беларуси против «Крумкачей», выйдя на замену на 73 минуте. Затем стал чаще привлекаться к играм с основной командой. Первый матч в чемпионате футболист сыграл 8 июля 2022 года против «Витебска», выйдя на замену на 90 минуте. Затем футболист продолжил выступать за дублирующий состав клуба, только несколько раз снова попадая в заявку на матчи чемпионата. По итогу сезона футболист стал лучшим бомбардиром и ассистентом в первенстве дублёром с 10 голами и 11 результативными передачами.
В декабре 2022 года футболист начал готовиться к новому сезону с клубом. Первый матч в сезоне за клуб сыграл 1 апреля 2023 года против брестского «Динамо». В апреле 2023 года футболист продлил контракт с клубом до конца 2024 года. Дебютный гол за клуб футболист забил 23 июля 2023 года в матче Кубка Беларуси против «Макслайна». Первым результативным действием в чемпионате футболист отличился 21 октября 2023 года в матче против новополоцкого «Нафтана», отдав голевую передачу. На протяжении всего сезона футболист преимущественно оставался на скамейке запасных, завершив чемпионат на итоговом четвёртом месте. В феврале 2024 года футболист покинул «Ислочь», переходя в другой клуб, расторгнув контракт по соглашению сторон.

### «Макслайн»
В феврале 2024 года футболист присоединился к витебскому «Макслайну», подписав контракт до конца сезона. Дебютировал за клуб футболист 7 апреля 2024 года в матче против гомельского «Локомотива», выйдя на замену на 83 минуте и отличившись своей первой результативной передачей. Дебютным забитым голом за клуб футболист отличился 21 апреля 2024 года в матче против «Лиды».

## Статистика
| Сезон | Дивизион | Клуб   | Страна        | Матчи | Голы |
| ----- | -------- | ------ | ------------- | ----- | ---- |
| 2020  | дубль    | БАТЭ   | Флаг Беларуси | 13    | 1    |
| 2021  | Д1       | Ислочь | Флаг Беларуси | 1     | 0    |
| 2022  | Д1       | Ислочь | Флаг Беларуси | 1     | 0    |
| 2023  | Д1       | Ислочь | Флаг Беларуси | 8     | 0    |

## Достижения
«Молодечно-2018»
- Победитель Первой лиги: 2024